# Duifkruid
Duifkruid (Scabiosa columbaria) is een vaste plant uit de kamperfoeliefamilie (Caprifoliaceae). De soort staat op de Nederlandse Rode lijst van planten als zeldzaam en zeer sterk in aantal afgenomen.

## Kenmerken
De plant wordt 30-90 cm hoog. De onderste bladeren zijn liervormig tot lierdelig en hebben een grote eironde eindlob. De verdere bladeren zijn fijner gedeeld en een- of tweemaal veerspletig.
Duifkruid bloeit van juli tot september met roodachtig lila, soms witte bloemen, die in een 1,5-3,5 cm breed hoofdje zijn gerangschikt. De zoom van het vliezige, bijzonder omwindsel (omwindsel van schutbladeren) staat breed uit. Op de bloembodem staan stroschubben. De vrucht is een nootje.

## Bestuiving
De bloemen worden veel door vlinders en bijen bezocht.

## Voorkomen
Duifkruid komt voor in Eurazië. In Nederland komt de soort voor in Zuid-Limburg en het rivierengebied. Cultivars van duifkruid worden in de siertuin gebruikt. Duifkruid komt tussen het gras voor op matig vochtige, kalkrijke grond. 
Op Begraafplaats Bergklooster in Zwolle was in 2007 de grootste groeiplaats van Nederland. In augustus werden hier vierduizend bloeiende planten geteld. Het totale aantal bedroeg elfduizend. In 2008 werd maaisel van deze begraafplaats uitgelegd in een nieuw natuurgebied met een kalkrijke schrale bodem bij het Voorsterbos in de Noordoostpolder. De daardoor ontstane duifkruid populatie was in 2020 uitgegroeid tot zo'n 75.000 planten.

## Plantengemeenschap
Het duifkruid is een kensoort voor de klasse van kalkgraslanden (Festuco-Brometea), een klasse van plantengemeenschappen van bloemrijke, droge graslanden op kalkrijke bodems.
Het is tevens, althans binnen het rivierengebied, een kensoort voor de associatie van sikkelklaver en zachte haver (Medicagini-Avenetum pubescentis), een zeer bloemrijke plantengemeenschap van kalkrijke zandgronden langs de grote rivieren.
Het is ook een indicatorsoort voor het kalkgrasland, een karteringseenheid in de Biologische Waarderingskaart (BWK) van Vlaanderen en het Brussels Hoofdstedelijk Gewest met als code 'hk'.

## Ondersoorten
- Scabiosa columbaria subsp. balcanica
- Scabiosa columbaria subsp. banatica
- Scabiosa columbaria subsp. caespitosa
- Scabiosa columbaria subsp. columbaria
- Scabiosa columbaria subsp. pratensis (Weidescabiosa)
- Scabiosa columbaria subsp. uniseta